# دكتور ماريو أونلاين ركس
دكتور ماريو أونلاين ركس (بالإنجليزية: Dr. Mario Online Rx)‏ (باليابانية: (Dr. MARIO & 細菌撲滅)، هي لعبة فيديو من إنتاج شركة أريكا اليابانية سنة 2008 ونشرها شركة نينتندو اليابانية.